# راي رافائيل
راي رافائيل (بالإنجليزية: Ray Raphael)‏ هو مؤرخ أمريكي، ولد في 19 أبريل 1943 في نيويورك في الولايات المتحدة.